# فاروق هلال
فاروق هلال المالكي مطرب وملحن عراقي من مواليد بغداد عام 1935 ، ينتمي إلى قبيلة بني مالك في البصرة. تخرج من معهد الفنون الجميلة عام 1957. بعد عامين من تخرجه من المعهد تقدم إلى اختبار الإذاعة والتلفزيون وسجل أول أغانيه في برنامج ركن الهواة وقدم أول أغانيه التي كانت بعنوان (عالبال) وحققت نجاحاً طيباً. نقيب الفنانين العراقيين ( ١٩٩٣ــ١٩٩٧)

## عن حياته
ترك الغناء وتفرغ لتلحين وقدم أكثر من 50 أغنية عاطفية ومن أشهر ألحانة أغنية «ياصياد السمج»، وقدم للفنان الكويتي عبد الله الرويشد أغنية «علمني عليك» التي حققت انتشاراً لعبد الله. في عام 1975 أصبح رئيساً لجمعية الموسقيين العراقيين، وقدم خلال فترة الثمانينات برنامج (أصوات شابة) الذي تخرج منه عدة مطربين عراقيين، ولُقب بصانع النجوم. ظهر في هذا البرنامج مطربين مثل: محمود أنور - كاظم الساهر - مهند محسن - هيثم يوسف، وفي عام 1993م أصبح نقيب للفنانين وعاد بعدها للغناء وقدم أغنية للمنتخب الوطني العراقي واشتهر فيما بعد بأغانيه الوطنية والرياضية.

## استقراره
إنتقل عام 2003 إلى مصر ولا يزال حالياً فيها وأسس هناك جماعة الخيمة العراقية.

## وصلة خارجية
- موقع الفنان فاروق هلال